# Sten Kjellgren
Sten Fredrik Valdemar Kjellgren, född 4 juni 1890 i Dalby socken, Värmland, död 15 november 1973 i Karlstad, var en svensk ingenjör.
Kjellgren avlade 1911 civilingenjörsexamen vid Kungliga Tekniska högskolan och anställdes 1918 vid Skoghallsverken där han 1953–1956 var teknisk direktör. Han invaldes 1947 som ledamot av Ingenjörsvetenskapsakademien.